# Partida de caça
 Partida de caça (títol original en anglès: The Hunting Party) és una pel·lícula estatunidenca de Don Medford estrenada el 1971. Ha estat doblada al català.

## Argument
Temuts a tota la regió, Franck Calder (Oliver Reed) i la seva banda de fugitius fan irrupció al comtat de Ruger, Texas. El seu objectiu: agafar una institutriu (Candice Bergen) perquè l'ensenyi a llegir i a escriure. Ignora encara que el seu ostatge, la Melissa, és l'esposa de Brandt Ruger (Gene Hackman), l'amo de la regió que no coneix més que una resposta: la llei del més fort. Aquest, al capdavant d'un petit exèrcit es llança sobre el rastre de Calder i dels seus homes, determinats a acabar amb ells.

## Repartiment
- Oliver Reed: Frank Calder
- Gene Hackman: Ruger
- Candice Bergen: Melissa
- Simon Oakland: Matthew Gunn

## Rebuda
Penso que és apropiat lloar Candice Bergen, que ha pujat des de la fama de celebritat efímera en la qual va començar la seva carrera fins al nivell de professionalisme durador que caracteritza el seu treball avui. "Durabilitat" pot no semblar una idea per a una bonica jove, però en les actuacions de Miss Bergen hi ha un punt d'intel·ligència, i en certa manera, una qualitat moral que explica el seu atractiu extraordinari. I aquest atractiu no val només per a un paper de vitrina en una pel·lícula com "Carnal Knowledge" sinó també per a un paper ingrat en una pel·lícula realment estúpida com "The Hunting Party".
Candice Bergen interpreta la dona d'un ric granger de Texas (Gene Hackman), que és també un sàdic impotent. Un dia és segrestada per un dur proscrit (Oliver Reed) perquè la confon amb una mestra d'escola i vol que l'ensenyi a llegir i escriure. Mai no van més enllà de l'alfabet, però, amb una cosa i altra, s'enamoren i quan el granger els atrapa, esdevé alguna cosa com el vol de vehement innocència des d'una ràbia metòdica i psicòtica.
"The Hunting Party" podria semblar una oferta completament fora de la diversió familiar, combinant sexe i violència amb l'ensenyament primari. Però de fet ni ensenya ni excita exceptuant que les pel·lícules d'aquesta classe tendeixen a ser més rígides, més elementals, de mala mort amb els valors elementals en la definitiva confrontació. En aquest final, Don Medford, el director, porta l'acció a un grau no exigit per la història i, amb una manca de tacte impressionant, talla escena rere escena.